# عبد الحميد عبده
عبد الحميد عبده لاعب كرة قدم مصري راحل كان يجيد اللعب في خط الدفاع.
لعب طوال مسيرته الرياضية في نادي الأوليمبي.
شارك مع منتخب مصر في بطولة كأس العالم 1934 في إيطاليا حيث خرج من الدور الثمن النهائي.

## وصلات خارجية
- عبد الحميد عبده على موقع الاتحاد الدولي (مؤرشف)  (الإنجليزية)
- عبد الحميد عبده على موقع أوليمبيديا (الإنجليزية)
- هذا سيرة ذاتية